# Lluís Quílez i Sala
Lluís Quílez i Sala   (Barcelona, 8 de desembre de 1978) és un director, guionista i productor de cinema català conegut per escriure i dirigir el llargmetratge Bajocero i la sèrie de televisió Mano de hierro.

## Trajectòria
El 1998 va iniciar els estudis cinematogràfics a l'Escola Superior de Cinema i Audiovisuals de Catalunya (ESCAC), on es va graduar en l'especialitat de Direcció Cinematogràfica amb el curtmetratge El siguiente (2003).
En acabar els estudis va començar una etapa multidisciplinària en què va compaginar les ajudanties de direcció amb la realització de making-of o la direcció de 2a unitat de diversos llargmetratges de ficció. Paral·lelament, va escriure i dirigir el seu segon curtmetratge, Avatar, que es va estrenar a finals del 2005 i que relata una relació angoixant de parella en to de thriller psicològic en què una dona té cura d'un home paralític. Com cada matí aprofita per fer les rutinàries tasques de la llar, mentre omple la banyera per a netejar-lo. Inesperadament, el cos de l'home rellisca i queda afonat i sol al bany. L'aixeta continua oberta, i el nivell de l'aigua puja irremeiablement. A partir d'aquí es desferma la catàstrofe. Protagonitzat per Sebastian Haro i Rosana Pastor el curtmetratge es va alçar amb més de 60 premis internacionals.
El 2009 va dirigir el seu tercer curtmetratge, Yanindara, estrenat a la jornada inaugural del Festival Internacional de Cinema Fantàstic de Catalunya. L'argument: un poblat gitano. Immigrants romanesos que han acampat les caravanes als afores d'una ciutat qualsevol. Fa olor de suor, animals i pols. Un cotxe arriba. Del seu interior en baixa un estrany. Va a buscar un miracle. Va a la recerca de Yanindara. Una història protagonitzada per no-actors d'ètnia gitana i que va aconseguir més de 40 premis a festivals internacionals.
El 2014 va dirigir el seu primer llargmetratge de ficció com a director, Out of the dark, amb guió dels germans Pastor i Javier Gullón. Es tracta d'un thriller fantàstic rodat a Colòmbia i protagonitzat per Julia Stiles, Scott Speedman i Stephen Rea. El 2015 va fundar la productora Euphoria Productions amb la qual va produir el seu quart curtmetratge, Graffiti. Rodat a la ciutat fantasma ucraïnesa de Prípiat en ple hivern i protagonitzat per Oriol Pla, explica la història d'un últim supervivent a una misteriosa catàstrofe que ha sobreviscut a la més extrema solitud durant els seus darrers 7 anys de vida. Estrenat al Festival de cinema fantàstic i de terror de Sitges on va resultar premiat, va obtenir 50 premis internacionals entre els quals el Méliès d'Argent i el premi Forqué, així com les nominacions al Goya i Gaudí.
El 2017 Lluís Quílez va ser considerat per la revista Variety com un dels cineastes catalans de la nova onada a seguir i també va estrenar un nou curtmetratge, 72%, una distòpia socioambiental sobre l'escassetat de l'aigua. El 29 de gener de 2021 va estrenar el seu segon llargmetratge com a director, Bajocero. Produït per Netflix es tracta d'un thriller d'acció coescrit amb Fernando Navarro i protagonitzat per Javier Gutiérrez, Karra Elejalde, Luis Callejo i Patrick Criado.

## Filmografia
- El siguiente (2004)
- Avatar (2005)
- Yanindara (2009 )
- Out of the dark (2014)
- Graffiti (2015)
- 72% (2017)
- Bajocero (2021)[20]
- Mano de hierro (2024)